# Айн с двумя точками сверху
ݝ (айн с двумя точками сверху) — дополнительная буква арабского алфавита, используемая в ряде африканских языков на основе арабского алфавита. Образована от буквы айн (ع) путём добавления двух точек над буквой.

## Использование
- Присутствует в Национальном чадском алфавите, где соответствует латинской букве Ŋ.
- Шестнадцатая буква языка маба[1].
- Тринадцатая буква арабского алфавита для языка волоф. Обозначает звук [ŋ], однако по мимо ݝ в волофале может использоваться и ݤ[2].
- Тринадцатая буква арабского алфавита языка сонинке. Соответствует букве Ŋ в латинском алфавите[3].
- Присутствует в значительной части национальных языков Сенегала за счёт разработанной дирекцией по развитию национальных языков Сенегала системы записи арабским письмом[4]. В эти языки входят: фула, мандинка, диола и баланта[англ.]. Во всех языках в латинских алфавитах ݝ соответствует букве Ŋ и обозначает звук [ŋ].

## Формы
Стоящая в начале айн с двумя точками сверху выглядит как ݝـ; в середине — ـݝـ, а в конце — ـݝ.